# 米田の補題
米田の補題（よねだのほだい、英: Yoneda lemma）とは、小さなhom集合をもつ圏 C について、共変あるいは反変hom関手 hom(A , _), hom(_, A) から集合値関手 F への自然変換と、値となる集合 F(A) の要素との間に一対一対応が存在するという定理である。「米田の補題」という名称は、米田信夫に因んでソーンダース・マックレーンにより名付けられた。その主張は、マックレーンによれば、米田の仕事に早くから現れていたという。ただし、エミリー・リールによれば、この補題が初めて (明示的に) 論文に登場したのは Grothendieck (1960) である。
米田の補題は、普遍性という概念の根幹に関わる重要な補題であり、また、圏論において「間違いなく最も重要な結果である」「もしかしたら最も利用されているただ1つの結果かもしれない」と言われている。

## 概要

### 主張の内容
C を局所的に小さい（locally small）圏とする。すなわち C の各対象 A, B に対して hom(A, B) は集合であるとする。対象 A を固定するとき、共変hom関手 HA = hom(A, _) : C → Set は対象 X に対して、集合 hom(A, X) を割り当て、射 f : X → Y に対して写像 hom(A, f) = f ◦ (_) : hom(A, X) → hom(A, Y) を割り当てる関手であった。
ここで、 F : C → Set を集合値関手としたとき、HA から F への自然変換は集合 F(A) の要素と1対1対応する、という主張が米田の補題である。すなわち、米田の補題は HA から F への自然変換の全体が集合 Nat(HA, F) と書けて、米田写像（Yoneda map）と呼ばれる全単射{\displaystyle y:\mathop {\mathrm {Nat} } (H^{A},F)\cong F(A)}が存在し、この同型は A ∈ C と F ∈ SetC について自然であるということを主張する。また、F が反変関手 Cop → Set である場合も、反変hom関手 HA = hom(_, A) との間に{\displaystyle y:\mathop {\mathrm {Nat} } (H_{A},F)\cong F(A)}という全単射が存在して、これは A と F について自然となる。このことはどちらも米田の補題と呼ばれる。

### 米田写像の対応
関手 F は共変 (C → Set) とする。このとき、共変hom関手 HA = hom(A, _) から F への自然変換 τ : HA ⇒ F は、任意の C の射 f : X → Y に対して {\textstyle \tau _{Y}\circ H^{A}(f)=Ff\circ \tau _{X}} が定義から成り立つ。いま、f : A → Y の場合に、A での恒等射 idA がどのように写るかを追うことで、等式{\displaystyle \tau _{Y}(f)=Ff(\tau _{X}(\mathrm {id} _{A}))}を得る。ここから、自然変換 τ : HA ⇒ F の情報は {\textstyle \tau _{X}(\mathrm {id} _{A})\in F(A)} から全て得られることがわかる。

## 証明
自然変換 τ に対して {\displaystyle y(\tau ):=\tau _{A}(\mathrm {id} _{A})\in F(A)} と置く。y の F(A) に対する「単射性」および「全射性」を示すことで全単射写像の存在を示す。
単射性：a ∊ F(A) に対して、自然変換 τ : HA ⇒ F が存在して y(τ) = a であったとする。このとき、任意の射 f : A → Y に対して τ は {\textstyle \tau _{Y}(a)=Ff(a)} を満たす。これにより τ の全てのコンポーネントが一意に定まる、すなわちそのような τ は一意に定まるため、y は単射である。
全射性：a ∊ F(A) を任意に固定する。C の対象 X それぞれに対して、写像 τX : hom(A, X) → F(X) を {\textstyle \tau _{X}(f)=Ff(a)} で定める。このとき、f : X → Y と g : A → X に対して {\displaystyle Ff(\tau _{X}(g))=F(f\circ g)(a)=\tau _{Y}(f\circ g)} が成り立つことから、τX はある自然変換 τ : HA ⇒ F のコンポーネントである。定義から τA(idA) = a であるため y(τ) = a が成り立つ。すなわち y は全射である。

## 補題の帰結

### 普遍性
集合値関手 F : C → Set が、ある HA = hom(A, _) と自然同型であるとき、F を表現可能関手 (representable functor) といい、A は F の表現対象 (representing object) あるいは単に F の表現という。F が表現可能関手であるとき、米田の補題の帰結として次の主張が成り立つ。
定理 (Leinster 2014, Corollary 4.3.3) ― 圏 C が局所的に小さく、関手 F : C → Set は表現可能とする。このとき、F の表現は以下の条件が成り立つような C の対象 A と u ∈ F(A) の組によって構成される。
- 任意の B ∈ C と x ∈ F(B) の組に対して、C の射 x : A → B がただ1つ存在して、Fx(u) = x が成り立つ。

逆に、上記定理の条件を満たす A と u ∈ F(A) の組を F の普遍要素 (universal element) と呼ぶ。より一般に、関手 F : C → D と d ∈ D に対して、d の F への普遍性 (universality) とは、A ∈ C と D の射 u : d → FA の組であって、任意の B ∈ C と D の射 x : d → FB に対して、C の射 x : A → B がただ1つ存在して、Fx ◦ u = x が成り立つことを言う。
普遍要素の性質は一点集合からの普遍性と言えて、普遍性は D(d, F_) : C → Set の普遍要素として表現できるため、普遍性・普遍要素・表現可能関手はそれぞれ互いの概念を包含する。

### 米田埋め込み
米田写像の自然性から、対象 A ∈ C に関手 HA = hom(A, _)、あるいは HA = hom(_, A) を割り当てる操作は、関手
{\displaystyle H^{\bullet }:\mathbf {C} ^{\mathrm {op} }\to [\mathbf {C} ,\mathbf {Set} ]\quad (H_{\bullet }:\mathbf {C} \to [\mathbf {C} ^{\mathrm {op} },\mathbf {Set} ])}を構成する。米田の補題から {\textstyle \mathop {\mathrm {Nat} } (H^{A},H^{B})\cong H^{B}(A)=\mathop {\mathrm {hom} } (A,B)} であるため、H• (H•) は忠実充満であることが言える。このことから、H• (H•) を米田埋め込み (Yoneda embedding) とも呼ぶ。米田埋め込みは Y や よ などの記号によって表されることもある。
関手 F : C → Set に対して、F の「要素の圏」(category of elements) El A とは、X ∊ C、x ∈ FX の組とその関係を保つ C の射からなる圏 (すなわち、米田埋め込み YC: Cop → SetC を用いたコンマ圏 YC ↓ F) のことである。El A から C の情報を取り出す関手を ΦF : El F → Cop と表すとき、F は YC ◦ ΦF : El F → SetC の余極限 (と同型) である。つまり、任意の集合値関手は表現可能関手による余極限として表される。

### 前層の部分対象分類子

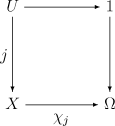
部分対象分類子の可換図式

有限の極限を持つ圏 C 上の前層（英語: presheaf）とは C からの反変関手 P : Cop → Set のことであり、このとき前層の圏を  = SetCop で表す。圏  の部分対象分類子（英語: subobject classifier）とは、(存在するならば)  の対象 Ω とモノ射 true : 1 → Ω (1は終対象) であって、任意のモノ射 j : U → X に対して、χj ◦ j = true かつその可換図式が引き戻しとなるような {\textstyle \chi _{j}:X\to \Omega } がただ1つ存在するようなものを言う。
前層の圏  への米田埋め込みを Y: C → SetCop で表すとする。いま、 に部分対象分類子 Ω : Cop → Set が存在するならば、特に YC = HomC(_, C) (C ∈ C) について{\displaystyle \mathrm {Hom} _{\hat {\mathbf {C} }}(YC,\Omega )=\mathop {\mathrm {Nat} } (\mathrm {Hom} _{\mathbf {C} }(\_,C),\Omega )\cong \Omega (C)}が成り立つ (右の同型が米田の補題から従う)。部分対象分類子の定義から、左辺の集合は YC の部分対象の集合と互いに1対1対応する。従って、等式全体が C について自然であることから、 は必ず部分対象分類子を持ち、それは表現可能な前層 YC の部分対象を調べればよいことがわかる。

## 豊穣圏での補題
豊穣圏とは、通常の圏におけるhom集合 (すなわち対象の間の射の集合) の代わりに、順序集合、加法群、その他の対象 (一般には、あるモノイダル圏 V の対象として記述される) を割り当てるような一般化した構造であり、例えばこの意味で通常の圏は Set-豊穣圏、2-圏は Cat-豊穣圏と言える。豊穣圏の理論では、V の条件によって (具体的には完備かどうかによって) 米田の補題は強いものと弱いものに分けられる。
(弱い) 米田の補題 (Kelly 2005, p. 21, §1.9) ― 圏 V は局所小かつ対称モノイダル閉、A は V-豊穣圏で K はその対象、F : A → V は V-関手とする。このとき、A(K, _) から F への V-自然変換の集合と、圏 V における I (モノイダル積の単位対象) から FK への射の集合の間には全単射が存在する。
(強い) 米田の補題 (Kelly 2005, pp. 33–34, §2.4) ― 圏 V は局所小で対称モノイダル閉かつ完備とする。このとき、V-関手 F : A → V と K ∈ A について、次の同型が V に存在する。
{\displaystyle \phi :FK\cong [A,V](A(K,\_),F)}
ただし、[Kelly 2005]において、V-豊穣圏は対象の集まりが集合であることが定義で定められている。また、豊穣圏の理論において「関手圏」[A, V] のhom対象 [A, V](A(K, _), F) にあたるものは、関手 V(A(K, _), F_) のエンドである。{\displaystyle [A,V](A(K,\_),F):=\int _{x\in A}V(A(K,x),Fx)}